# Профессор Николай Муру (спасательное судно)
Спасательное буксирное судно «Профессор Николай Муру», ранее СБ-565 — спасательное буксирное судно проекта 22870 Черноморского флота ВМФ России.

## История постройки
Проект спасательного буксирного судна 22870 был разработан конструкторским бюро «Вымпел» в Нижнем Новгороде. Предназначен для спасения и буксировки аварийных и терпящих бедствие кораблей и судов, тушения пожаров на судах и береговых объектах, откачки воды и подачи электропитания на аварийное судно, эвакуации экипажа и оказания первой медицинской помощи пострадавшим, выполнения водолазных работ на глубинах до 60 м, ведения поисковых и обследовательских работ, сбора нефтепродуктов.
Спасательное буксирное судно СБ-565 было заложено на стапеле ОАО «Астраханский судоремонтный завод», филиала Центра судоремонта «Звёздочка», заводской № 006. Спущено на воду 20 мая 2014 года. В 2014 году судно получило новое название — «Профессор Николай Муру» в честь российского ученого, доктора технических наук, профессора капитана 1-го ранга, Николая Петровича Муру (1921—2004). Николай Муру являлся ведущим специалистом в СССР, а затем в России по судоподъему и обеспечению живучести боевых кораблей.

## Технические характеристики
- Водоизмещение: 1670 т.
- Размеры: длина — 57 м, ширина — 14 м, осадка — 3,2 м, борт — 5,4 м.
- Скорость полного хода: 14 узлов.
- Силовая установка: дизель-электрическая, 2 × 2720 л. с. электродвигателя, 2 винто-рулевых колонки.
- Автономность 20 суток.
- Экипаж: 26 чел.

Спасательное оборудование — лебедка, гак, грузоподъемные устройства, средства пожаротушения — 3 лафетных ствола производительностью по 500 м3/ч. Водолазный комплекс производства компании «Тетис Про» позволяет выполнять подводно-технические работы на глубинах до 100 метров одновременно трем водолазам. Он включает в себя: поточно-декомпрессионную двухотсечную барокамеру с системой газоснабжения, интегрированный пост управления спусками, средства спуска и подъёма водолазов, средства обеспечения водолазных работ. Судно получило роботизированный поисково-спасательный комплекс на базе телеуправляемого подводного аппарата «Фалкон-1000». Для позиционирования судна оборудовано системой динамического позиционирования и может удерживаться над заданной точкой работы при течении и волнении. Для сбора нефтепродуктов имеются цистерны на 125 м3, 560 метров боновых заграждений, скиммер и катер-бонопостановщик. На борту судна имеется 36 мест для спасаемых.

## История службы
После прохождения испытания на Каспии в мае 2015 года судно внутренними водными путями прибыло в Новороссийск, где оно было принято в состав Новороссийской ВМБ 10 июня 2015 года. В настоящее время входит в состав 314-го отряда аварийно-спасательных судов Новороссийской ВМБ, активно используется в деятельности Черноморского флота.
В 2020 году «Профессор Николай Муру» под командованием капитана А. Орлова нёс службу в составе постоянного соединения кораблей ВМФ России в дальней оперативной зоне. Совместно с фрегатом «Адмирал Григорович» он прошёл через Суэцкий канал в Индийский океан для проведения противодиверсионного учения и демонстрации российского военно-морского флага в дальней океанской зоне.
В Средиземном море провёл профилактические осмотры подводной части боевых кораблей, учения по противодиверсионным действиям, водолазные работы в пункте материально-технического обеспечения нашего флота в порту Тартус и учения по проведению спасательных операций. Вместе с экипажем подводной лодки «Старый Оскол» моряки-спасатели провели учение по оказанию помощи «аварийной» субмарине и её последующей буксировке в открытом море.
Принял участие в международных учениях группировки Черноморского флота и ВМС Египета «Мост дружбы — 2020».

## Известные командиры
- капитан Андрей Барабохин[2];
- капитан Александр Орлов[5].